# Коньчиці (Куявсько-Поморське воєводство)
Коньчиці (пол. Kończyce, нім. Konschütz) — село в Польщі, у гміні Нове Свецького повіту Куявсько-Поморського воєводства.
Населення — 267 осіб (2011).
У 1975-1998 роках село належало до Бидгощського воєводства.

## Демографія
Демографічна структура станом на 31 березня 2011 року:
|          | Загалом | Допрацездатний вік | Працездатний вік | Постпрацездатний вік |
| -------- | ------- | ------------------ | ---------------- | -------------------- |
| Чоловіки | 134     | 25                 | 103              | 6                    |
| Жінки    | 133     | 29                 | 84               | 20                   |
| Разом    | 267     | 54                 | 187              | 26                   |